# باول جيرهارد شميت
باول جيرهارد شميت (بالألمانية: Paul Gerhard Schmidt)‏ هو لغوي ألماني، ولد في 1937، وتوفي في 2010.